# Shahrestān di Tabriz
Lo shahrestān di Tabriz (farsi شهرستان تبريز) è uno dei 19 shahrestān dell'Azarbaijan orientale, in Iran. Il capoluogo è Tabriz. Lo shahrestān è suddiviso in 2 circoscrizioni (bakhsh): 
- Centrale (بخش مرکزی)
- Khosrowshahr (بخش خسروشهر), capoluogo Khosrowshahr.